# 1 v. Chr.
Portal Geschichte | Portal Biografien | Aktuelle Ereignisse | Jahreskalender | Tagesartikel

◄ |
2. Jahrhundert v. Chr. |
1. Jahrhundert v. Chr. |
1. Jahrhundert |
►

◄ | 20er v. Chr. | 10er v. Chr. | 0er v. Chr. | 0er |
10er |
►

◄◄ | ◄ | 4 v. Chr. | 3 v. Chr. | 2 v. Chr. | 1 v. Chr. |
1 |
2 |
3 |
► |
►►
Staatsoberhäupter

## Ereignisse

### Politik und Weltgeschehen
- Han Pingdi aus der westlichen Han-Dynastie besteigt als Nachfolger seines verstorbenen Cousins Han Aidi den Thron Chinas.

### Kultur

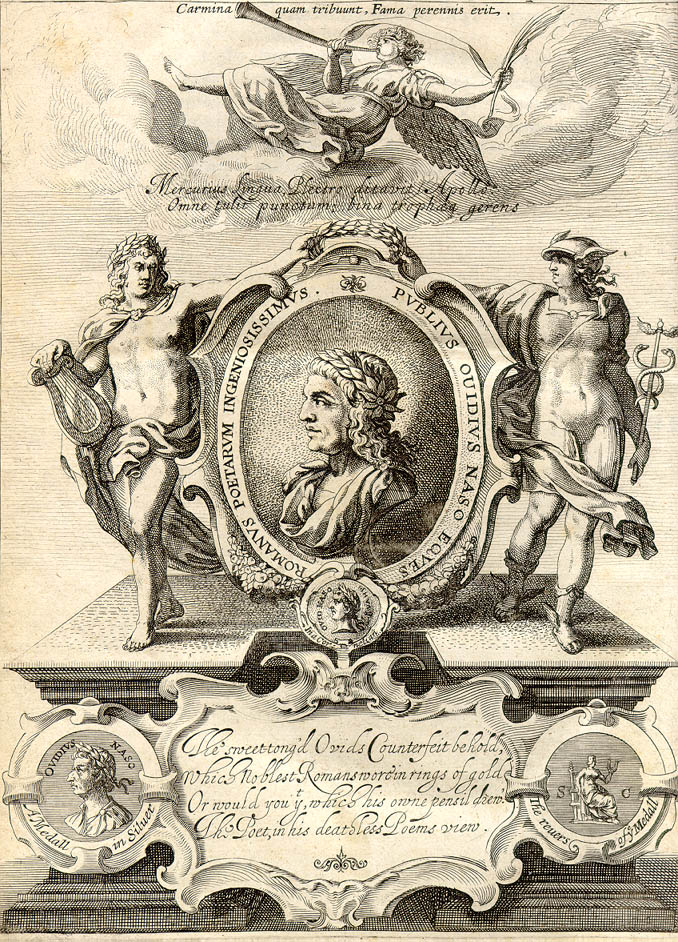
Phantasieporträt von Ovid

- Ovid schreibt um dieses Jahr sein Lehrgedicht Ars amatoria (Liebeskunst).

### Gesellschaft
- Gaius Caesar, präsumtiver Nachfolger des Augustus auf dem Thron des Römischen Kaiserreichs, heiratet Livilla, die Tochter des älteren Drusus und der Antonia.

## Gestorben
- Han Aidi, chinesischer Kaiser der Han-Dynastie (* 27 v. Chr.)

## Sonstiges
- 31. Dezember: Ende des letzten Jahrzehnts des ersten Jahrhunderts v. Chr. und Ende des Jahres 1 v. Chr. Es folgt unmittelbar der 1. Januar 1 n. Chr.

Das Jahr 0 gibt es somit in der traditionellen Zeitrechnung nicht, wohl aber in der Astronomischen Jahreszählung und in der ISO 8601. Dort ist es gleichbedeutend mit dem Jahr 1 v. Chr. (dieser Artikel) nach traditioneller Zählung.